# Коровинська сільська рада (Бугурусланський район)
Коро́винська сільська рада (рос. Коровинский сельский совет) — сільське поселення у складі Бугурусланського району Оренбурзької області Росії.
Адміністративний центр — село Коровино.

## Населення
Населення — 651 особа (2019; 758 в 2010, 993 у 2002).

## Склад
До складу сільської ради входять:
| Населений пункт   | Населення, осіб (2002) | Населення, осіб (2010) |
| ----------------- | ---------------------- | ---------------------- |
| Івановка, селище  | 58                     | 25                     |
| Коровино, село    | 700                    | 596                    |
| Луч Труда, селище | 44                     | 10                     |
| Чишма-Баш, селище | 191                    | 127                    |